# Ben Johnson (kunstschilder)

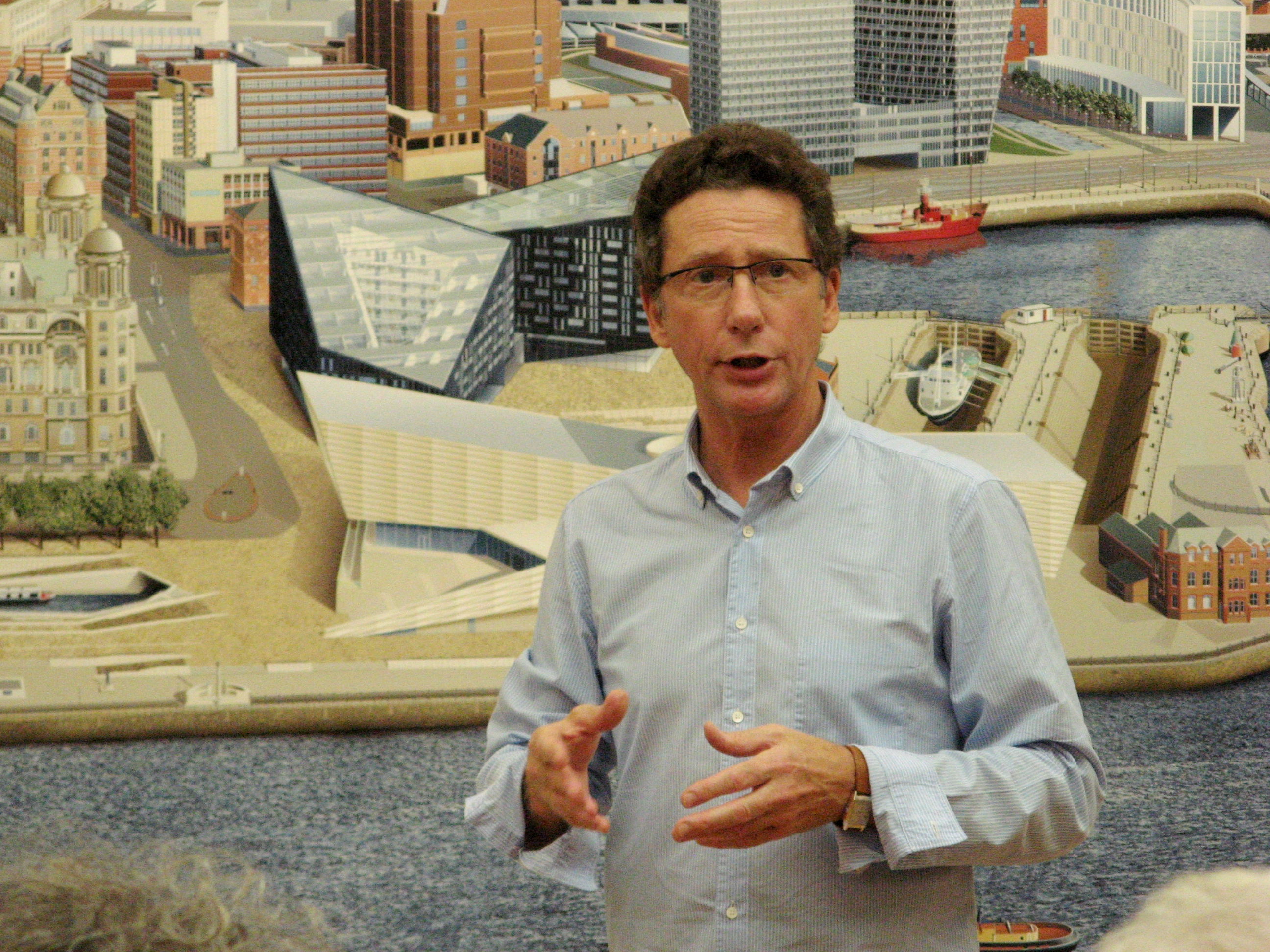
Ben Johnson in 2008

Ben Johnson (Llandudno (Wales), 1946) is een Brits kunstschilder die op een hedendaagse wijze stadsgezichten in beeld brengt.
Hij studeerde aan het Royal College of Art in Londen.
Zijn aandacht gaat uit naar de scenografie, maar dan zoals hij die zelf ervaart. Hij schildert uiterst gedetailleerde stadsgezichten met bijzondere aandacht voor de architectuurweergave en een juiste weergave van het perspectief. Maar toch vormen ze geen fotografisch portret van een gebouw of interieur. Want soms doet hij de topografische waarheid wat geweld aan om alles zo goed mogelijk in beeld te brengen en zijn ideaal beeld van de werkelijkheid weer te geven. Hij toont geen verkeer, geen mensen, geen activiteit, geen pollutie. Alleen de straten en gevels van de eigentijdse stad. Zijn werk ligt in de lijn van illustere voorgangers Piero della Francesca, Johannes Vermeer and Canaletto
Hij bracht zo Zürich, Jeruzalem, Hongkong en Liverpool in beeld, verder de Rookery in Chicago en het Louvre in Parijs.
Johnson had zijn eerste individuele tentoonstelling in New York in 1969. Sindsdien hield hij geregeld tentoonstellingen in Groot-Brittannië, vele landen in Europa en ook in de VSA.
Hij was een van de vedetten van Liverpool Culturele hoofdstad van Europa 2008 met een immens gezicht op de stad, tentoongesteld in de Walker Art Gallery.
Hij is, als enige hedendaagse schilder, benoemd tot Honorary Fellow of the Royal Institute of British Architects sedert 1990.